# ساينت إيسيدور (نيو برونزويك)
ساينت إيسيدور (بالإنجليزية: Saint-Isidore, New Brunswick)‏ هي قرية تقع في كندا في نيو برونزويك. يقدر عدد سكانها بـ 748 نسمة ومساحتها 22.58 كم2 .